# سیارک ۲۰۷۹۳
سیارک ۲۰۷۹۳ (به انگلیسی: 20793 Goldinaaron، نامگذاری:2000SF118) بیست هزار و هفتصد و نود و سومین سیارک کشف شده‌است که در ۲۴ سپتامبر ۲۰۰۰ کشف شد.
قدر مطلق سیارک برابر ۱۳.۵ است.